# Verwaltungsgemeinschaft Schwarzatal
La Verwaltungsgemeinschaft Schwarzatal è una comunità amministrativa del Land tedesco della Turingia, che raggruppa 10 comuni.

## Storia
La comunità venne fondata il 1º gennaio 2019.

## Suddivisione
Appartengono alla comunità i seguenti comuni:
1. Cursdorf (594)
2. Deesbach (326)
3. Döschnitz (223)
4. Katzhütte (1 267)
5. Meura (404)
6. Rohrbach (Saalfeld-Rudolstadt) (182)
7. Schwarzatal, città (3 427)
8. Schwarzburg (501)
9. Sitzendorf (759)
10. Unterweißbach (754)

La sede della comunità è posta a Schwarzatal.
(Tra parentesi i dati della popolazione al 31 dicembre 2021)